# Otto Hasse
Otto Hasse (Schlawe, 21 giugno 1871 – Grunewald, 28 settembre 1942) è stato un generale tedesco, veterano della prima guerra mondiale dove fu insignito dell'Ordine Pour le Mérite con fronde di quercia, della Croce di Cavaliere con spade dell'Ordine di Hohenzollern e della Croce di Ferro di prima classe. Dopo la fine del conflitto transitò in forza alla Reichswehr, ricoprendo l'incarico di comandante del Truppenamt tra il febbraio 1923 e l'ottobre 1925. Tra il 1 aprile 1929 e il 30 settembre 1932, data in cui lasciò il servizio attivo, fu comandante del Gruppenkommando I.

## Biografia
Nacque a Schlawe il 21 giugno 1871, e si arruolò nell’esercito imperiale il 27 settembre 1890, entrando come cadetto nel Reggimento di fanteria "Graf Kirchbach" di stanza a Posen. Prima dello scoppio della prima guerra mondiale prestò servizio presso lo Stato maggiore, venendo utilizzato in qualità di Ispettore del trasporto militare. Durante il conflitto prestò servizio in seno ad un certo numero di Stati maggiori di comando d’armata.  Il 12 maggio 1918, per il suo lavoro come Capo di stato maggiore del X Corpo d'armata della riserva durante la Quarta battaglia di Ypres fu insignito delle fronde di quercia sull'Ordine Pour le Mérite. La firma dell’armistizio con gli Alleati lo colse come Capo di stato maggiore della 1. Armée, allora al comando del General der Infanterie Magnus von Eberhardt. 
Dopo la costituzione della Repubblica di Weimar transitò in forza alla neocostituita Reichswehr,  assegnato al Ministero della difesa. Nel corso del 1922 fu nominato Capo dell'ufficio militare (TA) e promosso maggiore generale il 1 ° febbraio 1923.  Come direttore del Truppenamt  nel 1923 andò a Mosca per la trattate accordi segreti in conseguenza della firma del Trattato di Rapallo con l'Unione Sovietica, che prevedeva la cooperazione tra la Reichswehr e l'Armata Rossa. Nel 1926 fu promosso al rango di tenente generale, assumendo il comando contemporaneo della 3ª Divisione e del III Distretto militare. Promosso General der Infanterie 1 aprile 1929, assunse il comando Comandante del Gruppenkommando I di Berlino.

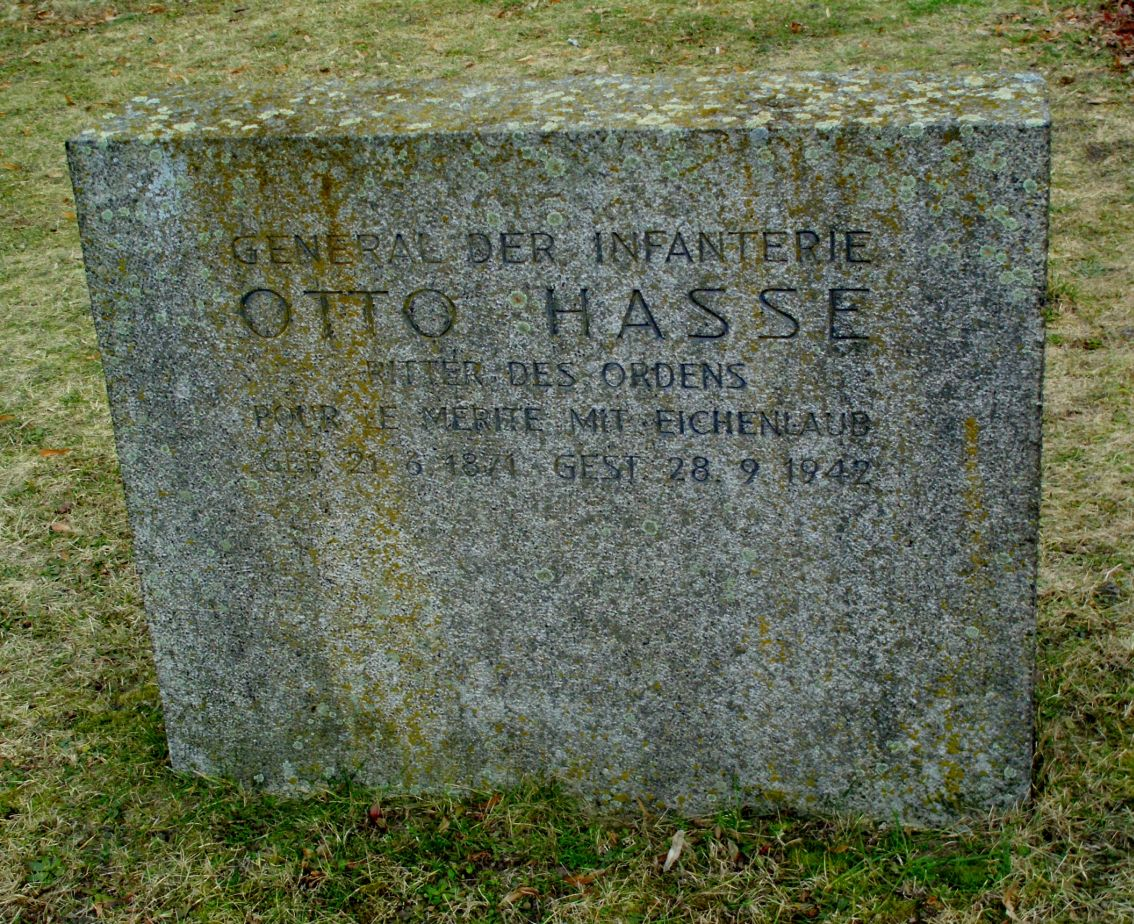
Tomba del generale Otto Hasse nel cimitero dell’Invalidenfriedhof a Berlino, in una foto del 2013.

Il 30 settembre 1932 lasciò il comando al generale Gerd von Rundstedt, e si ritirò dal servizio attivo, spegnendosi a Grunewald il 28 settembre 1942. Il suo corpo fu sepolto presso l’Invalidenfriedhof di Berlino.

## Onorificenze

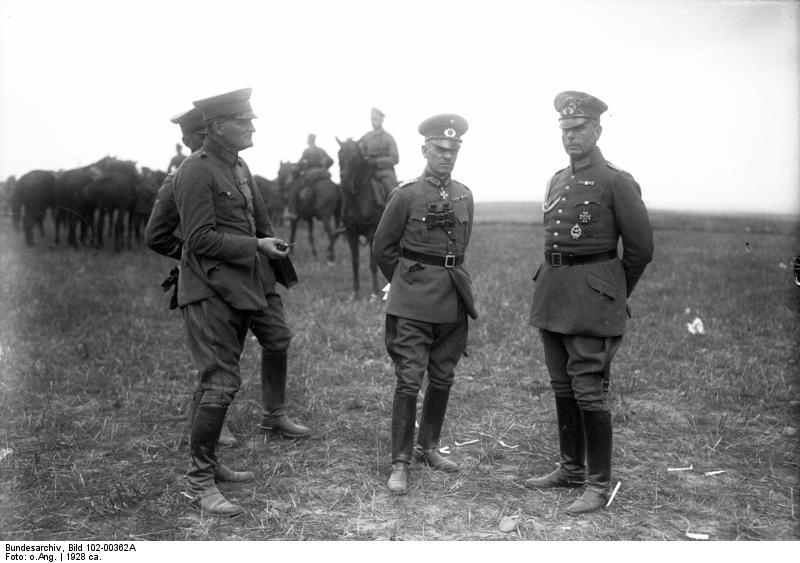
Il generale Otto Hasse, al centro, comandante della 3ª Divisione, fotografato durante le grandi manovre militari della Reichswehr tenutesi nel 1928.

- Dienstauszeichnung[6]

## Pubblicazioni
- Ein Beitrag zur Vorgeschichtsforschung mit der Wünschelrute, Herold Verlag, Munchen, 1935

### Annotazioni
1. ↑  Il Gruppenkommando I era il più importante comando militare della Reichswehr, e comprendeva la 1ª,  2ª e 3ª Divisione di fanteria, e la 1ª e 2ª Divisione di cavalleria.
2. ↑  Era stato insignito dell'Ordine Pour le Mérite il 23 dicembre 1917.